# Расширенные методы допроса

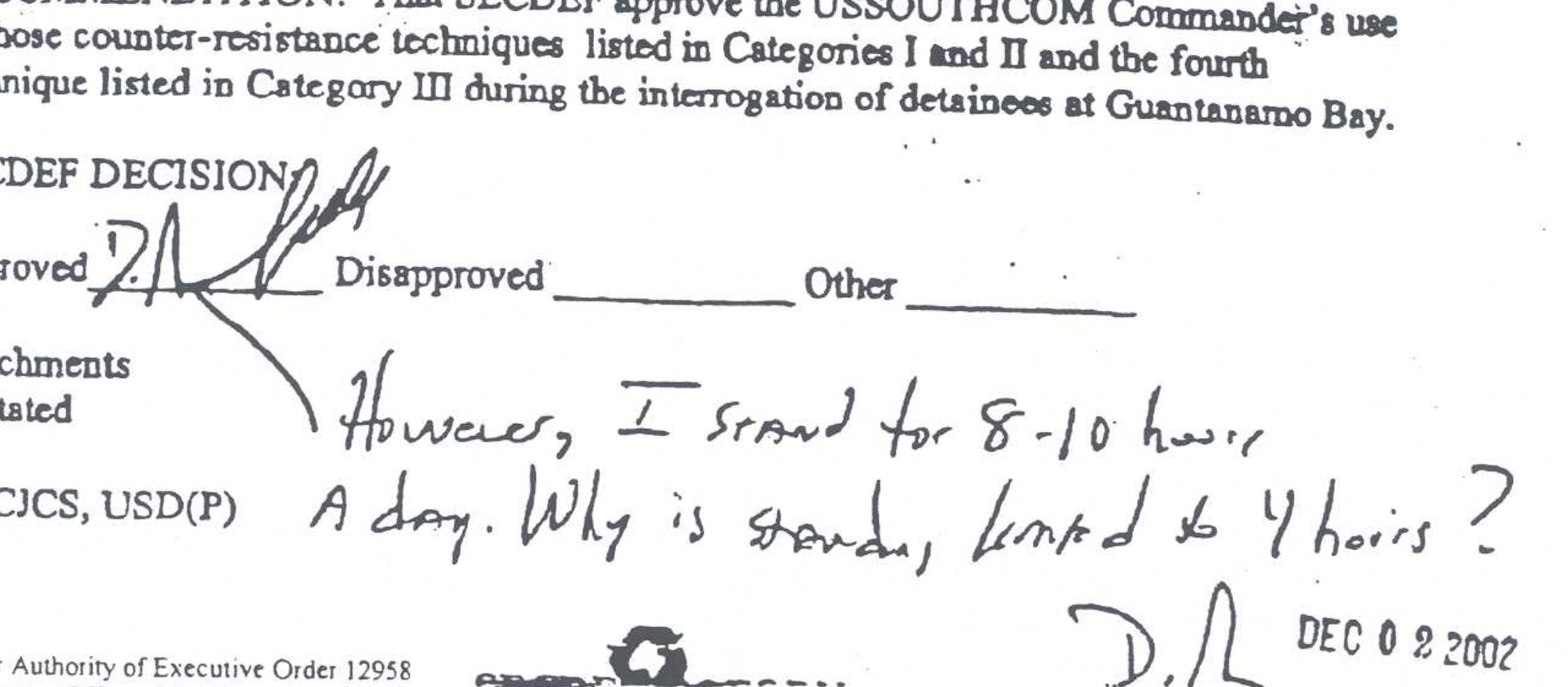
Комментарии министра обороны США Дональда Рамсфельда на документе с описанием санкционируемых методов допроса в тюрьме в Гуантанамо: «Я стою по 8-10 часов в день. Почему заставляют стоять лишь не более 4 часов?»

Расширенные методы допроса, или усиленные техники допроса (англ. Enhanced interrogation techniques) — эвфемизм, обозначающий массовое применение американскими силовыми ведомствами (ЦРУ, РУМО и другими) пыток в отношении заключённых в так называемых секретных тюрьмах ЦРУ, а также в тюрьмах Гуантанамо и Абу-Грейб.
ЦРУ разрабатывало методики психологического и физического воздействия на допрашиваемых с учётом опыта учебной программы SERE по обучению военнослужащих тому, как вести себя во время допросов в случае пленения.
По свидетельству международных правозащитных организаций Human Rights First и Physicians for Human Rights, среди применявшихся сотрудниками ЦРУ методов были пытка водой, избиения, гипотермия, принуждение к долговременному нахождению в неудобной позе, психологическое давление, лишение сна, пытка музыкой, сексуальные унижения и т. д.
Среди общей массы узников жертвами данной практики оказались несколько подозреваемых в связи с событиями 11 сентября 2001 года: Халид Шейх Мохаммед, Abu Zubaydah и Mohammed al-Qahtani.
Вопрос о законности и гуманности применения подобных методов вызвал широкий резонанс в американском обществе, однако в 2005 году большая часть видеоархивов ЦРУ была уничтожена (см. 2005 CIA interrogation tapes destruction).
Специальный докладчик ООН Хуан Мендес открыто заявил, что «пытка водой незаконна и аморальна», a в 2008 году 56 конгрессменов от Демократической партии потребовали независимого расследования.